# Пелотас
Пелотас е град-община в щата Рио Гранди до Сул, Бразилия. Населението му е 346 452 жители (прибл. оценка 2006 г.), което го прави 3-ти по население в щата си. Площта му е 1609 кв. км. Основан е през 1812 г., получава статут на град през 1835 г. Намира се в часова зона UTC−3 на 7 м н.в. Отстои на 270 км от столицата на щата, град Порто Алегри. Градът разполага с два университета в които се обучават 22 000 студента и има също три футболни отбора.